# سن لورنزو (والی)
سن لورنزو (به اسپانیایی: San Lorenzo) یک منطقهٔ مسکونی در هندوراس است که در استان واله واقع شده‌است. سن لورنزو ۲۳۴٫۶ کیلومتر مربع مساحت و ۴۳٬۰۴۲ نفر جمعیت دارد.